# Dean Peterson
Dean Peterson (* 25. Juli 1988 in Adelaide) ist ein ehemaliger australischer Eishockeyspieler, der den Großteil seiner Karriere bei Adelaide Adrenaline in der Australian Ice Hockey League unter Vertrag stand.

## Karriere
Dean Peterson begann seine Karriere als Eishockeyspieler in seiner Heimatstadt bei Adelaide Avalanche, wo er bis 2007 in der Australian Ice Hockey League (AIHL) spielte. Mit Avalanche gewann er 2007 den V.I.P.-Cup als Sieger der Hauptrunde der AIHL. Nachdem Adelaide Avalanche im Juni 2008 aus finanziellen Gründen den Spielbetrieb einstellen musste, wechselte er zum Nachfolgeklub Adelaide Adrenaline, der im Juli 2008 zunächst unter dem Namen Adelaide A’s den Platz von Avalanche in der AIHL einnahm. Mit den A’s gewann er 2009 den Goodall Cup, der seit 2002 an den Meister der AIHL vergeben wird. 2014 beendete er seine Karriere.

### International
Für Australien nahm Peterson im Juniorenbereich an der U20-Weltmeisterschaft der Division II 2007 teil.
Im Herrenbereich stand er im Aufgebot der Australier bei der Weltmeisterschaft 2010 in der Division II.

## Erfolge und Auszeichnungen
- 2007 Gewinn des V.I.P.-Cups mit Adelaide Avalanche
- 2009 Gewinn des Goodall Cups mit den Adelaide A’s